# Чернівецька мінеральна - 17
 Гідрологічна пам'ятка природи «Чернівецька мінеральна-17» займала площу 0,3 га та розміщувалася в м. Чернівцях, на околиці колишньої чернівецької міської водолікарні, свердловини № 17.
Була створена, згідно з Рішенням Чернівецького облвиконкому № 198 від 30.05.1979 «Про затвердження реєстру заповідних об'єктів та заходи по поліпшенню заповідної справи в області», перезатверджена згідно Рішення Чернівецької обласної ради № 216 від 17.10.1984 «Про затвердження мережі і територій та об'єктів природно-заповідного фонду у відповідності з діючою класифікацією та заходи по поліпшенню заповідної справи в області».
Свердловина була з сульфатно-натрієвими водами мінералізацією до 5,4 г/л. Установа, що була відповідальна за збереження об'єкту — колишня чернівецька міська водолікарня.
8 лютого 1996 року Чернівецька обласна рада ухвалила рішення № 187-р «Про розширення природно-заповідного фонду області», яким були створені 6 нових об'єктів природно-заповідного фонду та ліквідовані 10, в тому числі і гідрологічна пам'ятка природи «Чернівецька мінеральна-17».
Скасування статусу відбулось у зв'язку зі замулення і виходу з ладу свердловини, яке відбулось за природних обставин.